# 崇昱
崇昱（1040年—1115年1月8日），本为李姓，安次县崇福里人，辽朝僧人。
崇昱二十一岁，以本县义隆法师为师，他后来至燕台永泰寺疏全学习税金论。二十四岁，在本寺宣讲唯识瑜伽论。次年，开讲华严大经、摩诃衍论、菩萨戒、金刚般若等经。大安初年，开始赈贫施困，至王家岛跟随通理大师学习达摩所传心要。大安八年（1092年），在石经山云居寺帮助通理大师办石经，之后又迁往佛岩山。天庆四年（1114年）八月，回到本刹，拜先师塔。十二月十一日（1115年1月8日），对门人说：“日中有昃，月满有亏，物盛有衰，人生有灭，各宜自省，勿易吾言。”随后圆寂，享年七十六岁，僧腊六十年。天庆九年（1119年）二月，建石塔供奉。